# 台灣糖業公司附設學校列表
台灣糖業公司附設學校列表是收錄昔日台灣糖業公司在各廠附設的學校，而過去在臺灣日治時期有些製糖會社便已陸續開辦尋常小學校、尋常高等小學校（於1941年皆改為國民學校）；1946年後台糖公司下的相關廠區再陸續開辦私立台糖中學、小學（後變更為代用國民學校）；1968年台灣實施九年義務教育，各台糖代用國民學校交由地方政府接管。不過南光中學並未轉交給地方政府，而是在1966年8月1日轉移給職工福利委員會接辦，維持私立學校的性質。

## 學校
台灣糖業有限公司於1946年5月1日成立，接收了在臺灣與糖業相關的機構，並陸續恢復糖廠小學，在1946年7月設立的第一所學校──「臺南新營糖廠員工子弟小學校」，其原為新營尋常高等小學校。在隔年的1947年7月，台糖公司接獲臺灣省教育廳函請協助政府普及教育，於是台灣糖業公司曾計畫在每座糖廠設立完全小學（35處）、在每個分公司所屬地區設立初級中學（虎尾、屏東、總爺、新營台糖初級中學）、在總公司所在地設置高級中學（士林台糖高級中學）。另外，臺灣省教育廳規定於1947年11月底前，台糖將其所屬學校名稱由員工子弟小學校統一改為「XX縣(市)私立臺糖(第幾)小學」。
台糖公司於1968年時，共計設立15所代用國民學校（旗尾糖廠代用國校在1950年9月改為「旗山國民學校旗尾分校」，三崁店代用國校在1960年併入虎山代用國校）、1所代用初級中學。其國民學校大多是沿用日治時期已設立的小學校，只有總爺（校地原為總爺社）、岸內、樂業、旗尾、屏東糖廠代用國民學校是在二戰後新設。另外，部分於二戰前設立在糖廠的小學校，在戰後則是廢校或改作公立國中、小學，例如南州糖廠的溪州尋常小學校，戰後改作軍營後於1961年才改設縣立溪北國校；溪湖糖廠的溪湖尋常小學校、龍巖糖廠的龍巖尋常小縣立湖南國校、龍巖國校；大林糖廠的大林尋常小學校改作縣立大林國中；斗六糖廠的大崙尋常小學校、佳里糖廠的佳里尋常高等小學校則被廢校。
私立臺糖小學在設立後陸續改為「代用國民學校」，為接受地方政府補助並具公立學校性質的私立學校，政府藉此制度鼓勵各地廣設學校。在1968年，私立臺糖小學隨九年國民義務教育實施，改由地方政府接辦，並改至為公立國民小學至今。
| 現今校名                 | 位置         | 設立日期 | 校名變遷             | 校名變遷           | 校名變遷                   | 校名變遷           | 隸屬糖廠   |
| 現今校名                 | 位置         | 設立日期 | 日治時期             | 1947年             | 1948年                     | 代用國校名         | 隸屬糖廠   |
| ------------------------ | ------------ | -------- | -------------------- | ------------------ | -------------------------- | ------------------ | ---------- |
| 臺南市私立南光高級中學   | 臺南市新營區 | 1947年   | -                    | 臺糖初級中學       |                            |                    | 新營總廠   |
| 臺南市新營區公誠國民小學 | 臺南市新營區 | 1946年   | 新營尋常高等小學校   | 臺糖第十五小學     | 臺糖第一小學               | 公誠代用國民學校   | 新營總廠   |
| 臺南縣麻豆鎮總爺國民小學 | 臺南市麻豆鎮 | 1947年   | -                    | 臺糖第十小學       | 臺糖第三小學               | 總爺代用國民學校   | 總爺糖廠   |
| 臺南市鹽水區岸內國民小學 | 臺南市鹽水區 | 1947年   | -                    | 臺糖第五小學       |                            | 岸內代用國民學校   | 岸內糖廠   |
| 臺南市後壁區樹人國民小學 | 臺南市後壁區 | 1947年   | 烏樹林尋常小學校     | 臺糖第四小學       |                            | 樹人代用國民學校   | 烏樹林糖廠 |
| 臺南市仁德區虎山國民小學 | 臺南市仁德區 | 1946年   | 車路墘尋常小學校     | 臺糖第七小學       |                            | 虎山代用國民學校   | 仁德糖廠   |
| 臺南市善化區善糖國民小學 | 臺南市善化區 | 1947年   | 善化尋常小學校       | 臺糖第九小學       | 臺糖第六小學               | 善糖代用國民學校   | 灣裡糖廠   |
| 廢校                     | 臺南市永康區 | 1947年   | 三崁店尋常小學校     | 臺糖第八小學       |                            | 三崁店代用國民學校 | 永康糖廠   |
| 嘉義縣六腳鄉蒜南國民小學 | 嘉義縣六腳鄉 | 1947年   | 蒜頭尋常小學校       | 臺糖第十四小學     | 臺糖第九小學               | 蒜南代用國民學校   | 蒜頭糖廠   |
| 嘉義縣水上鄉南靖國民小學 | 嘉義縣水上鄉 | 1947年   | 南靖尋常高等小學校   | 嘉義市臺糖小學     |                            | 南靖代用國民學校   | 南靖糖廠   |
| 雲林縣虎尾鎮安慶國民小學 | 雲林縣虎尾鎮 | 1947年   | 虎尾尋常高等小學校   | 臺糖第一小學       | 臺糖第二小學               | 安慶代用國民學校   | 虎尾糖廠   |
| 彰化縣溪州鄉南州國民小學 | 彰化縣溪州鄉 | 1955年   | 溪州尋常小學校       | 私立台糖附設小學   |                            | 南州代用國民學校   | 溪州糖廠   |
| 臺中市東區樂業國民小學   | 臺中市東區   | 1947年   | -                    | 臺中市東區台糖小學 |                            | 臺糖代用國民學校   | 台中糖廠   |
| 高雄市橋頭區興糖國民小學 | 高雄市橋頭區 | 1947年   | 橋子頭尋常高等小學校 | 高雄縣台糖小學     |                            | 橋頭代用國民學校   | 橋頭糖廠   |
| 高雄市旗山區旗尾國民小學 | 高雄市旗山區 | 1947年   | -                    | 旗尾糖廠代用國校   |                            | 旗尾糖廠代用國校   | 旗山糖廠   |
| 屏東縣屏東市復興國民小學 | 屏東縣屏東市 | 1947年   | -                    | 台糖第二區子弟學校 | 屏東市南區台糖代用國民小學 | 臺糖代用國民學校   | 屏東總廠   |
| 臺東縣臺東市光明國民小學 | 臺東縣臺東市 | 1947年   | -                    |                    | 台東縣私立台糖小學         | 臺糖代用國民學校   | 臺東糖廠   |
| 花蓮縣光復鄉大進國民小學 | 花蓮縣光復鄉 | 1953年   | 上大和尋常高等小學校 |                    |                            | 大進代用國民學校   | 花蓮糖廠   |

## 特色
台糖所屬學校的學生大多為台糖員工子女，且因糖廠於早期約半數為外省籍職員，為鄉村地區少數外省人較聚集的地方，使得糖廠小學有「外省人學校」的稱呼，而學校也是國語演講比賽的常勝。糖廠學校的另一個特色是學校規模小，除了公誠國小之外，每個年級僅有一、二個班級。

## 備註
1. ↑  1947年設立「臺南縣私立臺糖初級中學」(新營糖中)，稍後於台北士林設立私立臺糖中學(臺北糖中)。1948年8月，臺北糖中併入新營糖中。於1950年更名為「臺南縣私立南光中學」。
2. ↑  總爺國小於2008年廢校，併入臺南市麻豆區文正國民小學。另外，麻豆於二戰前有「麻豆尋常高等小學校」，戰後改為麻豆國中。
3. ↑  蒜南國小於2006年廢校，學區併入蒜頭國小。